# AE Aurigae
AE Aurigae (HD 34078 / HR 1712 / HIP 24575) é uma estrela variável da constelação de Auriga. Encontra-se a 1450 anos-luz de distância.
AE Aurigae é uma estrela azul de tipo espectral 09.5Ve muito quente, com uma temperatura em torno de 33.000 K e una luminosidade entre 26.000 e 33.000 vezes da do Sol. A sua idade é estimada em 2,7 milhões de anos, pelo que é muito mais jovem que o Sol, cuja idade é de 4600 milhões de anos. A velocidade de rotação medida, inferior a 40 km/s, sugere que o seu eixo deve estar aproximadamente orientado em direcção à Terra.
A magnitude aparente de AE Aurigae oscila de forma irregular entre +5,4 y +6,1, estando catalogada como uma variável Órion.Estas são estrelas muito jovens e quentes que estão a entrar na sequência principal e estão envoltas em nebulosidade. Actualmente AE Aurigae ilumina una nuvem de poeira e gás que está atravessando a grande velocidade e lhe confere o curioso aspecto de estar ardendo.
AE Aurigae é uma das estrelas conhecidas como estrela fugitiva, que percorrem a grande velocidade o espaço devido a colisão entre dois sistemas binários ou devido a explosão de um sistema estelar. No caso de AE Aurigae, observa-se que se afasta a grande velocidade de Mu Columbae, e pensa-se que ambas as estrelas nasceram na Nebulosa de Órion e que estão a separar-se desde então.